# Fresno Nichi
Fresno Nichi är en ort i kommunen San Felipe del Progreso i delstaten Mexiko i Mexiko. Samhället hade 2 129 invånare vid folkräkningen 2020.